# Isobel Waller-Bridge
Isobel Waller-Bridge (23 aprile 1984) è una compositrice inglese.
Ha composto musiche per film e serie televisive, tra cui: Monaco - Sull'orlo della guerra, Emma. e Fleabag.

## Filmografia parziale

### Cinema
- Vita & Virginia, regia di Chanya Button (2018)
- Emma., regia di Autumn de Wilde (2020)
- Monaco - Sull'orlo della guerra (Munich – The Edge of War), regia di Christian Schwochow (2021)
- I Came By, regia di Babak Anvari (2022)
- Il bambino, la talpa, la volpe e il cavallo (The Boy, the Mole, the Fox and the Horse), regia di Peter Baynton e Charlie Mackesy (2022)
- The Lesson, regia di Alice Troughton (2023)
- Cattiverie a domicilio (Wicked Little Letters), regia di Thea Sharrock (2023)

### Televisione
- Fleabag – serie TV, 12 episodi (2016-2019)
- Vanity Fair - La fiera delle vanità (Vanity Fair), regia di James Strong – miniserie TV (2018)
- Agatha Christie - La serie infernale (The ABC Murders), regia di Alex Gabassi – miniserie TV (2018)
- Black Mirror – serie TV, episodio 5x03 (2019)
- Roar – serie TV, 8 episodi (2022)
- Three Women – serie TV, 10 episodi (2024)
- Sweetpea – serie TV (2024)
- Towards Zero, regia di Sam Yates – miniserie TV (2025)

## Ascendenza
|                                               |                               |                                      | Genitori                        |  |  | Nonni |  |  | Bisnonni             |  |  | Trisnonni |  |
|                                               |                               |                                      |                                 |  |  |       |  |  | Horace Waller-Bridge |  |  | …         |  |
|                                               |                               |                                      |                                 |  |  |       |  |  | Horace Waller-Bridge |  |  | …         |  |
|                                               |                               | …                                    |                                 |  |  |       |  |  | Horace Waller-Bridge |  |  |           |  |
| Cyprian Waller-Bridge                         |                               |                                      |                                 |  |  |       |  |  | Horace Waller-Bridge |  |  |           |  |
|                                               |                               | Elsie Ward-Boughton-Leigh            | Theodosius Ward-Boughton-Leigh  |  |  |       |  |  |                      |  |  |           |  |
|                                               |                               | Elsie Ward-Boughton-Leigh            | Theodosius Ward-Boughton-Leigh  |  |  |       |  |  |                      |  |  |           |  |
|                                               |                               | Elsie Ward-Boughton-Leigh            | Florence Maunsell               |  |  |       |  |  |                      |  |  |           |  |
| Michael Waller-Bridge                         |                               | Elsie Ward-Boughton-Leigh            |                                 |  |  |       |  |  |                      |  |  |           |  |
|                                               |                               | Walter Harvie                        | J. W. Harvie                    |  |  |       |  |  |                      |  |  |           |  |
|                                               |                               | Walter Harvie                        | J. W. Harvie                    |  |  |       |  |  |                      |  |  |           |  |
|                                               |                               | Walter Harvie                        | …                               |  |  |       |  |  |                      |  |  |           |  |
| Jill Harvie                                   |                               | Walter Harvie                        |                                 |  |  |       |  |  |                      |  |  |           |  |
|                                               |                               | Auriol Grayson                       | Henry Grayson, I baronetto      |  |  |       |  |  |                      |  |  |           |  |
|                                               |                               | Auriol Grayson                       | Henry Grayson, I baronetto      |  |  |       |  |  |                      |  |  |           |  |
|                                               |                               | Auriol Grayson                       | Dora Harrington                 |  |  |       |  |  |                      |  |  |           |  |
| Isobel Waller-Bridge                          |                               | Auriol Grayson                       |                                 |  |  |       |  |  |                      |  |  |           |  |
|                                               | Francis William Talbot Clerke | William Francis Clerke, XI baronetto |                                 |  |  |       |  |  |                      |  |  |           |  |
|                                               | Francis William Talbot Clerke | William Francis Clerke, XI baronetto |                                 |  |  |       |  |  |                      |  |  |           |  |
|                                               | Francis William Talbot Clerke | Beatrice Menzies                     |                                 |  |  |       |  |  |                      |  |  |           |  |
| John Edward Longueville Clerke, XII baronetto | Francis William Talbot Clerke |                                      |                                 |  |  |       |  |  |                      |  |  |           |  |
|                                               |                               | Albinia Mary Evans-Lombe             | Edward Henry Evans-Lombe        |  |  |       |  |  |                      |  |  |           |  |
|                                               |                               | Albinia Mary Evans-Lombe             | Edward Henry Evans-Lombe        |  |  |       |  |  |                      |  |  |           |  |
|                                               |                               | Albinia Mary Evans-Lombe             | Albinia Harriet Leslie-Melville |  |  |       |  |  |                      |  |  |           |  |
| Teresa Clerke                                 |                               | Albinia Mary Evans-Lombe             |                                 |  |  |       |  |  |                      |  |  |           |  |
|                                               |                               | Ivor Reginald Beviss Bond            | Thomas Bond                     |  |  |       |  |  |                      |  |  |           |  |
|                                               |                               | Ivor Reginald Beviss Bond            | Thomas Bond                     |  |  |       |  |  |                      |  |  |           |  |
|                                               |                               | Ivor Reginald Beviss Bond            | Mary                            |  |  |       |  |  |                      |  |  |           |  |
| Mary Beviss Bond                              |                               | Ivor Reginald Beviss Bond            |                                 |  |  |       |  |  |                      |  |  |           |  |
|                                               |                               | Rosa Sophia Hayes                    | …                               |  |  |       |  |  |                      |  |  |           |  |
|                                               |                               | Rosa Sophia Hayes                    | …                               |  |  |       |  |  |                      |  |  |           |  |
|                                               |                               | Rosa Sophia Hayes                    | …                               |  |  |       |  |  |                      |  |  |           |  |
|                                               |                               | Rosa Sophia Hayes                    |                                 |  |  |       |  |  |                      |  |  |           |  |